# William Hunter (politikus)
William Hunter (Newport, Rhode Island, 1774. november 26. – Newport, 1849. december 3.) az Amerikai Egyesült Államok szenátora (Rhode Island, 1811–1821).

## Élete
1834-től 45-ig Brazíliában teljesített diplomáciai szolgálatot, kezdetben ügyvivőként, majd rendkívüli és meghatalmazott miniszterként, vagyis követként.